# EICAS
EICAS (англ. Engine Indication and Crew Alerting System, Система индикации параметров работы двигателя и предупреждения об отказах) —  обеспечивает индикацию всех основных и вторичных параметров двигателей. Предупредительные сообщения извещают о системных отказах и некоторых эксплуатационных условиях. 

## Обзор
В прошлом на гражданских самолетах применялись электромеханические индикаторы, которые требовали постоянного внимания экипажа. Эти системы не имели той разносторонности, которую обеспечивает современная цифровая техника. Более того, многочисленные циферблаты и измерительные приборы требовали значительного пространства внутри кабины экипажа.
За счет применения перспективной технологии современный самолёт может обеспечивать непрерывный контроль параметров двигателей и самолётных систем с помощью компьютера и систем индикации, известной как система индикации двигателей и предупреждения экипажа (EICAS).

## Преимущества для экипажа
EICAS позволяет улучшить управление в кабине за счёт:
- Уменьшения количества панельного пространства, требуемого для приборов индикации параметров двигателей.
- Уменьшения рабочей загрузки благодаря эффективному контролю за параметрами двигателей.
- Индикации сообщений о состоянии систем на протяжении всего времени от подачи питания до послеполётного технического обслуживания.
- Отображения закодированных цветом предупредительных сообщений, которые связывают между собой тип отказа и срочность сообщения о нём.

В непрерывном режиме отображаются только параметры тяги двигателей. EICAS следит за остальными параметрами и автоматически отображает любой, вышедший за допустимые границы параметр в соответствующем цветовом коде.